# 804

804(팔백사)는 803보다 크고 805보다 작은 자연수다.

## 수학
- 합성수로, 그 약수는 총 12개다. (1, 2, 3, 4, 6, 12, 67, 134, 201, 268, 402, 804)
  - 804의 진약수의 합은 1100이므로, 804는 과잉수다.
- 71번째 불가촉수다. 앞의 불가촉수는 802, 다음은 818이다.
- {\displaystyle 804=11^{2}+13^{2}+15^{2}+17^{2}}
  - 연속하는 네 홀수의 제곱합으로 나타낼 수 있으며, 이 성질을 지닌 앞의 수는 596, 다음 수는 1044다.
- {\displaystyle 37^{3}-1}은 804로 나누어떨어진다.

## 과학·기술
- NGC 804(영어판): 삼각형자리 방향에 있는 렌즈형은하.
- 804 이스파니아(영어판): 소행성.
- 포르쉐 804(영어판): 포르쉐의 경주용 자동차.
- 피아트 804(영어판): 피아트의 경주용 자동차.

## 교통

### 항공
- 이집트 항공 804편 추락 사고

### 도로
- 유럽 고속도로 804호선: 스페인 사라고사에서 빌바오까지 이어지는 유럽 고속도로. 모든 구간이 아우토피스타 68호선(영어판)으로 지정되어 있다.
- 현도 제804호선

## 군사
- 804 해군 항공대(영어판): 과거 존재한 영국의 해군 항공대.
- U-804(영어판): 제2차 세계 대전에 사용된 나치 독일의 군용 잠수함.

## 문화유산
- 대한민국의 보물 제804호: 순천 정혜사 대웅전

## 기타
- 날짜: 8월 4일
- 연도: 804년, 기원전 804년